# Philautus umbra
Philautus umbra är en groddjursart som beskrevs av Dring 1987. Philautus umbra ingår i släktet Philautus och familjen trädgrodor. IUCN kategoriserar arten globalt som sårbar. Inga underarter finns listade i Catalogue of Life.